# حركة المنبوذين البوذيين
حركة المنبوذين البوذيين (المعروفة أيضًا باسم الحركة البوذية الجديدة) هي حركة دينية واجتماعية وسياسية انتشرت بين المنبوذين في الهند، بعد أن بدأها باباساهب أمبيدكار. أعادت الحركة تفسير الديانة البوذية بشكل جذري، وأنشأت مدرسة جديدة للبوذية يطلق عليها اسم نافايانا. سعت الحركة لأن تكون شكلًا من أشكال التفاعل الاجتماعي والسياسي للبوذية.
أُطلقت الحركة في عام 1956 من قبل أمبيدكار، وذلك بعد أن تمكن من جمع ما يقارب نصف مليون منبوذ وتحويلهم إلى المدرسة الجديدة التي أطلق عليها اسم نافايانا. رفضت المدرسة الجديدة الديانة الهندوسية، وتحدت النظام الطبقي في الهند، وعززت حقوق مجتمع المنبوذين. رفضت الحركة أيضًا تعاليم مذاهب التيرافادا والماهايانا والفاجرايانا، وقطعت على نفسها عهدًا بالمضي قدمًا في تبني شكل جديد من أشكال البوذية المشاركة وفقًا لتعاليم أمبيدكار.

## تاريخ
نشأت البوذية في الهند القديمة، ونمت بعد أن اعتقنها أشوكا. بحلول القرن الثاني الميلادي، انتشرت الديانة البوذية داخل الهند وفي مناطق آسيا الوسطى وشرق آسيا وأجزاء من جنوب شرق آسيا. خلال العصور الوسطى، تراجعت البوذية في الهند، بينما اختفت تقريبًا من بلاد فارس وآسيا الوسطى، حيث أصبح الإسلام دين الدولة فيها.
تراجعت الديانة البوذية، وفقًا لعالم الاجتماع الأمريكي، راندال كولينز، في الهند بحلول القرن الثاني عشر، واقتربت من الانقراض مع غزو المسلمين لها. أكد عالم التاريخ، كريج لوكارد، أن الرهبان البوذيون فروا من الهند إلى التبت هربًا من الاضطهاد الإسلامي، بينما تمكن الرهبان في غربي الهند، وفقًا لبيتر هارفي، من النجاة من المسلمين من خلال الانتقال إلى الممالك الهندوسية التي كانت قادرة على مقاومة القوة الإسلامية.
بدأت جهود إحياء البوذية في الهند في القرن التاسع عشر، فعلى سبيل المثال، أسس الزعيم البوذي السريلانكي، أناغاريكا دارمابالا، جمعية ماها بودي. لم تكن الجمعية، وفقًا للكاتب والفيلسوف الهندي، بهاجوان داس، خاصة بالمنبوذين، لأنها جذبت، بشكل أساسي، الطبقة العليا من الهندوس إلى الديانة البوذية.

### شمالي الهند
أُطلقت حركتا أدي دارما، اللتان رفضتا الهندوسية لصالح الديانة البوذية، من قبل سوامي أشوتاناند هاريهار في ولاية أتر برديش وبابو مانجو رام في منطقة البنجاب.
ولد أشوتاناند في عائلة من المنبوذين، وانضم إلى حركة الإصلاح التوحيدية، أريا ساماج، وبقي عضوًا فيها لثمان سنوات تقريبًا (من عام 1905 وحتى عام 1912). شعر أشوتاناند بأن حركة آريا ساماج تمارس النبذ بطرق مخفية، وتركها لاحقًا لإطلاق حركة بهاريتيا أشوت ماهاسابها الاجتماعية والسياسية. نشر أشوتاناند مجلة آدي هيندو، ودعا من خلالها المنبوذين إلى العودة إلى ديانة أدي دارم باعتبارها «الديانة الأصلية للهنود». صاغ أشوتاناند فلسفته على أساس الهوية الثقافية والعرقية المشتركة، وقدمها لجمهور واسع بما في ذلك المنبوذين والمجتمعات القبلية. عارض أشوتاناند حركة عدم التعاون التي أطلقها مهاتما غاندي، وقال، وفقًا للمؤلف الهندي أناند تيلتومبد، أن أفراد الطبقة العليا (البراهمة) كانوا «أجانب بالنسبة للهند، تمامًا كما كان البريطانيون».
وُلد بابو مانجو رام في منطقة بنجاب لعائلة من المنبوذين تعمل بتجارة الجلود، وصل مانجو إلى الولايات المتحدة عام 1909 وكان حينها في الثالثة والعشرين من عمره، وعمل في ولاية كاليفورنيا. انضم مانجو رام هناك إلى حركة غدار وعمل على تهريب السلاح من كاليفورنيا إلى الهند لمجابهة الحكم البريطاني. في عام 1925، حول ماندو رام تركيزه إلى تحرير المنبوذين، وأطلق كلًا من حركة «آد درام» وصحيفة آدي دانكا الأسبوعية التي عمل على نشر أفكاره من خلالها. فشلت الحركة الدينية التي أطلقها ماندو رام في التبلور، فانضم إلى حركة أمبيدكار.